# Конор Дваєр
Конор Дваєр  (англ. Conor Dwyer, 10 січня 1989) — американський плавець, олімпійський чемпіон та медаліст.

## Виступи на Олімпіадах
| Олімпіада   | Дисципліна                            | Місце |
| ----------- | ------------------------------------- | ----- |
| Лондон 2012 | плавання на 400 метрів вільним стилем | 5     |
| Лондон 2012 | естафета 4 × 200 вільним стилем       | 1     |
| Ріо 2016    | 200 м вільним стилем                  | 3     |

## Зовнішні посилання
- Досьє на sport.references.com [Архівовано 16 грудня 2012 у Wayback Machine.]